# Ахути Прасад
Адусимилли Джанардхана Варапрасад (англ. Adusumilli Janardhan Varaprasad, телугу అడుసుమిల్లి జనార్ధన వరప్రసాద్; более известный как Ахути Прасад, 2 января 1958 — 4 января 2015) — индийский актёр. Снялся, по разным источникам, от 100 до 300 фильмах на телугу, каннада, хинди и тамильском языке. Занимал должность секретаря в Ассоциации Артистов Кино (англ. Movie Artistes Association).

## Биография
Ахути Прасад родился 2 января 1958 года в деревне Кодуру округа Кришна штата Андхра-Прадеш в семье крестьян Адусимилли Рама Рао и Хаймавати. Ещё будучи ребенком, он вместе с семьей переехал в штат Карнатака. Во время учёбы в колледже он увлекся актёрской игрой и после окончания поступил в Институт Кино и Телевидения (англ. Madhu Film and TV Institute of Acting) в Хайдарабаде.
Свою первую роль Прасад получил в картине Ee Prasnaku Baduledi?, однако в прокат раньше вышел фильм Vikram, в котором также дебютировал Аккинени Нагарджуна. Актёр получил прозвище «Ахути» (Ahuti) за прекрасное исполнение роли злодея в одноименном фильме. На ранних этапах своей карьеры в 1980-х Прасад исполнял отрицательные роли, но позже он перешёл к характерным и комедийным ролям. Среди лучших его фильмов Indra (2002), Malliswari (2004), «Полнолуние» (2007) и Bendu Apparao RMP (2009). Исполнение роли отца актрисы Табу в фильме «Дыхание любви» принесло ему множество положительных отзывов. Прасад был награждён Nandi Awards за лучшую отрицательную роль в фильме Nenu Ninnu Premistunnanu в 2003 и за лучшую характерную роль в фильме «Полнолуние», где сыграл домовладельца-алкоголика, в 2008 году. Хотя актёр родился в округе Кришна, он мастерски владел акцентами округов Восточный и Западный Годавари.
В 2011 году у актёра диагностировали колоректальный рак. Однако несмотря на болезнь он до последних дней продолжал сниматься в кино. Его последним при жизни фильмом стал Rowdy Fellow с Нарой Рохитом в главной роли. Ещё несколько фильмов, включая Rudramadevi и Sankara вышли уже после его смерти.
Актёр отметил свой последний день рождения вместе с семьей в пятницу 2 января. Однако в субботу вечером его состояние резко ухудшилось, и он был доставлен в больницу Института Медицинских Наук Кришны (англ. Krishna Institute of Medical Sciences), где скончался утром в воскресенье 4 января 2015 года. Ахути Прасад был кремирован в понедельник в крематории района Еррагадда, после того как родственники и коллеги совершили последние обряды.
У актёра осталась жена Виджая Нирмала и двое сыновей: Бхарани и Картик.